# 하태권
하태권(河泰權, 1975년 4월 30일 ~ )은 대한민국의 배드민턴 선수이다. 1975년 전라북도 전주시에서 2남 1녀 중 장남으로 태어났다. 신장 187 cm, 체중 85kg이다. 초등학교 4학년 때 절친한 친구이자 훗날 배드민턴 국가대표팀 복식조로 함께 활동한 김동문의 권유로 처음 배드민턴을 시작하였다. 고교 2학년이었던 1992년에 김동문, 유용성과 함께 나란히 국가대표로 발탁되었다.
1992년 유용성과 복식팀으로 중국 오픈에 출전한 것이 생애 첫 국제대회 출전이었으며, 당시 16강 진출의 성적을 거두었다. 1995년에는 캐나다 오픈에 강경진과 복식조를 이루어 출전하여 우승하면서 생애 첫 국제대회 우승을 달성하였다.
1997년부터는 김동문과 복식조로 호흡을 맞추기 시작하였으며 이후 두 사람은 은퇴 때까지 줄곧 복식팀으로 함께 활동하였다. 두 선수는 1997년 미국 오픈, 1999년 스웨덴 오픈, 1999년 세계 선수권대회, 1999년 아시아 선수권대회, 2000년 전영 오픈, 2000년 스위스 오픈, 2003년 덴마크 및 대만 선수권대회 우승 등 수많은 국제대회 복식에서 우승을 차지했다. 2000년 시드니 올림픽 및 2004년 아테네 올림픽에 배드민턴 국가대표로 출전했으며, 이중 2004년 올림픽 배드민턴 남자 복식에서 금메달을 획득했다.
2004년 올림픽 우승 당시 1회전에서는 부전승을 거두었으며 2회전에서는 폴란드의 로베르트 마테우시아크와 미하우 워고시 조를 꺾었다. 8강에서는 중국의 정보와 상양 팀에 승리를 거뒀으며 준결승에서는 인도네시아의 엥 하이안과 플랜디 림펠리 팀(8번 시드)에게 15-8, 15-2로 승리했다. 결승에서는 같은 대한민국 팀인 이동수, 유용성 조를 만나 15-11, 15-4로 승리하였다.
2008년 베이징 올림픽에서는 배드민턴 국가대표팀 코치직을 맡았으며, 같은 해 10월에는 삼성전기 배드민턴팀의 코치가 되었다.